# والتر مودي
والتر مودي (بالإنجليزية: Walter Moody)‏ هو عسكري أمريكي، ولد في 24 مارس 1935 في ركس ‏ في الولايات المتحدة، وتوفي في 19 أبريل 2018 في Holman Correctional Facility ‏ في الولايات المتحدة بسبب حقنة قاتلة.